# Blackout (Gianluca Morozzi)
Blackout è un romanzo di Gianluca Morozzi; pubblicato nel 2004 per l'editrice Guanda.
Il film omonimo basato sul romanzo vede nel cast Amber Tamblyn, Aidan Gillen e Armie Hammer ed è stato distribuito nel 2008 DTV. Non esiste un'edizione italiana.

## Trama
In una Bologna deserta, una torrida giornata d'estate, Tomas, Claudia e Aldo Ferro restano chiusi in un ascensore condominiale. La convivenza prolungata e forzata dei tre personaggi avrà conseguenze inaspettate.

## Edizioni
- Gianluca Morozzi, Blackout, Guanda, 2004,  p. 208, ISBN 9788882467180.

- Gianluca Morozzi, Blackout, TEA, 2014,  p. 208, ISBN 9788850234615.

- Gianluca Morozzi, Blackout, TEA, 2022,  p. 208, ISBN 9788850212323.